# Discocyrtus dilatatus
Discocyrtus dilatatus is een hooiwagen uit de familie Gonyleptidae.